# برنارد براغ
برنارد ناثان براغ (بالإنجليزية: Bernard Bragg) (29 أكتوبر 2018 - 27 سبتمبر 1928) كان ممثلًا ومنتجًا ومخرجًا وكاتبًا مسرحيًّا وفنانًا ومؤلفًا أصمَّ. من أبرز أعماله مشاركته في تأسيس المسرح الوطني للصم وإسهاماته في ثقافة أداء الصم. وفقا لصحيفة نيويورك تايمز ، كان يعتبر براغ «من قبل العديد، أنه من الممثلين الصم المحترفين الرائدين في البلاد». 

## النشأة والتعليم
ولد برنارد براغ في 27 سبتمبر 1928، في بروكلين ، نيويورك، ابن جيني ووولف براغ.   نشأ وهو يتعلم لغة الإشارة، التي علمها له والديه الصم. من سن مبكرة، أبدى براغ اهتمامه بالمسرح، والذي تطور نتيجة لتأثير والده، الذي كان ممثلاً هاويًا ومدير مسرحية.  طوال طفولته ومراهقته، التحق براغ بمدرسة مدرسة نيويورك للصم، والمعروفة بشكل غير رسمي باسم «فانوود»، ودخل في كلية جالوديت (الآن جامعة) بعد تخرجه في عام 1947.  أثناء مشاركته في جالوديت، درس براغ المسرح تحت أستاذ أصم يدعى فريدريك هيوز، وقام بدور البطولة في عدد من المسرحيات المدرسية، حيث فاز بالعديد من الجوائز. في نهاية المطاف، تُوج النشاط المسرحي لبراغ بإخراجه مسرحية مقتبسة من مسرحية جون غلزورثي المعنونة الهرب .  بالإضافة إلى المسرح، كتب برنارد براغ الشعر طوال فترة وجوده في الكلية، وحصل على جائزة Teegarden للشعر الإبداعي في سنته الأولى.

## التدريس، التمثيل الصامت، وتأسيس المسرح الوطني للصم
بعد فترة وجيزة من تخرجه من كلية جالوديت في عام 1952، عُرض على براغ منصب تدريس في مدرسة كليفورنيا للصم ‏، ببيركلي، وهو ما قبله. أثناء عمله كعضو في هيئة التدريس بالمدرسة، تم منح براغ سلطة توجيه الإنتاج الدرامي الذي يؤديه طلاب المؤسسة. بالإضافة إلى ذلك، ساهم براغ في العروض التي نظمتها الرابطة الوطنية للصم (الولايات المتحدة) ونادي لوس أنجليس للصم خارج أوقات الدوام المدرسي. بعد أربع سنوات من بدء التدريس، في عام 1956، التقى براغ بالممثلة الصامتة المشهورة عالميًا مارسيل مارسو بعد مشاهدة أحد عروضه في سان فرانسيسكو. أعجبت مارسو بالممثل الطموح، وعرضت عليه أن تعلمه التمثيل الصامت في فرنسا. قبِل براج العرض، وسافر إلى باريس في نهاية العام الدراسي 1956. عند العودة إلى الولايات المتحدة، بدأ براغ في أداء التمثيل الصامت في مواقع مختلفة في جميع أنحاء ولاية كاليفورنيا مع الحفاظ على حياته المهنية كمدرس. بالإضافة إلى ذلك، التحق براغ بجامعة ولاية سان فرانسيسكو، وتخرج بدرجة الماجستير في التربية الخاصة وبتخصص فرعي في الدراما في عام 1959.   بعد ذلك بعامين، في عام 1961، تقدمت عالمة نفسية بجامعة نيويورك تدعى الدكتورة إدنا ليفين بتقديم التماس إلى براغ حول إمكانية إنشاء فرقة محترفة من الممثلين تقتصر على الصم. على الرغم من أنه لم يكن بالإمكان تحقيق تمويل الفكرة في البداية، إلا أن ديفيد هايس، وهو مصمم ديكور ببرودواي، أنقذ المشروع، واستحوذ على إدارة الفكرة في عام 1966. في عام 1967، التقى برنارد براغ مع هايز والعديد من الفنانين والأفراد المشاركين في المسرح، وأنشأوا معًا المسرح الوطني للصم في كونيتيكت، مما دفع براغ إلى ترك وظيفته كمدرس في مدرسة كاليفورنيا للصم، المنصب الذي شغله لمدة 15 سنة.

## البداية في إن بي سي
بعد وقت قصير من تأسيس المسرح القومي للصم ‏، عرضت إن بي سي تصوير براغ ومجموعة من الممثلين الصم في برنامج خاص لمدة ساعة واحدة كجزء من سلسلة «تجربة إن بي سي في التلفزيون». العرض الأول كان في 2 أبريل 1967، اشتمل العرض على برنارد براغ، أودري نورتون، رالف وايت، هوارد بالمر، جيل إيستمان، جون روسي، فيليس فريليتش، ولو فانت، كممثلين صم. كان كل من جين لاسكو وجو لايتون وآرثر بين ونانيت فابراي مسؤولين عن نص الحوار والموسيقى وتنسيق الرقصات، وتوجيه المسرح ومقدمة البرنامج على الترتيب. تم بث العرض الخاص في جميع أنحاء البلاد وصنع التاريخ من خلال كونه أول نسخة متلفزة من الممثلين الصم يتحدثون ويؤدون لغة الإشارة بدلاً من التمثيل الصامت. 

### نقد
قبل بثه في أبريل، واجهت فكرة العرض الخاص انتقادات شديدة من جمعية ألكساندر جراهام بيل للصم وضعاف السمع ‏، والتي اعتبرت استخدام البرنامج للغة الإشارة غير مناسب للتلفزيون. 

## مهنته كمخرج
أخرج برنارد براغ العديد من المسرحيات طوال حياته. كتب حكايات من غرفة ناد ، واحدة من أبرز مسرحياته، بالتعاون مع يوجين بيرجمان. آخر مرة تم تمثيلها أمام جمهور مباشر كانت في عام 2006. في سنواته الأخيرة عندما عاد إلى كاليفورنيا، بدأ براغ بالتدريس في جامعة كاليفورنيا الحكومية نورثريدج. أثناء عمله هناك، كتب وأخرج العديد من المسرحيات، بما في ذلك إلى من يهمه الأمر ؛ اضحك بشكل صحيح ، أرجوك ؛ والأصم الحقيقي . على الرغم من أن معظم إنتاجاته تم عرضها لأول مرة في الولايات المتحدة، إلا أن بعضها تم تكيفه مع الجماهير الأجنبية في ألمانيا والصين أيضًا. في عام 2013، لعب براغ نفسه في فيلم ليس بطلا عاديا: فيلم الأصم الخارق ‏ .

### مسرحيات
- براج، برنارد. «لحظات محفوظة». الرابطة الوطنية للصم، سان فرانسيسكو، كاليفورنيا، 1966
- براج، برنارد ويوجين بيرجمان. حكايات من غرفة النادي. تم عرضه لأول مرة في سينسيناتي، أوهايو، 1980.
- براج، برنارد. ذلك ينطبع على كلينا. تم عرضه لأول مرة في جامعة Gallaudet ، واشنطن العاصمة، 1982.
- براج، برنارد. عشية ذكرى الزفاف الذهبية. تم عرضه لأول مرة في برلين، ألمانيا، 1998.
- براج، برنارد. إلي من يهمه الامر. تم عرضه في جامعة ولاية كاليفورنيا، نورثريدج (CSUN)، نورثريدج، كاليفورنيا، 1998.
- براج، برنارد. اضحك بشكل صحيح، من فضلك. تم عرضه لأول مرة في CSUN ، نورثريدج، كاليفورنيا، 1999.
- براج، برنارد. إلى من يهمه الأمر [النسخة الألمانية]. تم عرضه لأول مرة في برلين، ألمانيا، 1999.
- براج، برنارد. الأصم الحقيقي. تم عرضه لأول مرة في CSUN ، نورثريدج، كاليفورنيا، 2000.
- براج، برنارد. رحلة إلى عالم العجائب البصرية. تم عرضه لأول مرة في هونج كونج، الصين، 2004.

### الفن والشعر
كان برنارد مهتما بالفن وكتابة الشعر. فيما يلي مثال على واحدة من أكثر قصائده المعروفة:
«لغة الإشارة كما أعرفها» أعطني لغتي بالطريقة التي أشرت بها عندما كنت صغيراً. أعطني لغتي بالطريقة التي كانت عليها قبل أن «يكتشفها» اللغويون ويمنحوها اسمًا جديدًا. أعطني لغتي بالطريقة التي تعلمتها من والداي الأصمان، ومن أصدقائهم الصم، ومن أساتذتي، الصم والسامعين. أعطني لغتي بالطريقة التي أتذكر كيف صاغها رواة القصص الصم لي. أعطني لغتي دون أي من تلك القواعد أو الإملاءات أو القيود أو الحدود الثابتة التي حددها اللغويون لها. أعطني لغتي التي لديها إمكانات كبيرة للتغيير والنمو. أعطني لغتي التي تعد جزءًا كبيرًا من كينونتي. - برنارد براغ

## الأوسمة والجوائز
- 1975 La Decoration au Merite Social International - Premiere Classe ، الاتحاد العالمي للصم
- 1977 جائزة توني الخاصة للتميز المسرحي لممثلي المسرح الوطني للصم
- 1986 قاعة الشهرة الوطنية للأشخاص ذوي الإعاقة
- 1988 دكتوراه في الآداب الإنسانية، جامعة جالوديت
- 1989 جائزة جون بولوير، المركز الوطني للصمم  [لغات أخرى]‏
- 1990 جائزة برنارد براج للإنجاز الفني، مركز الصمم، شيكاغو
- 1997 جائزة المؤسس الفخري، مدرسة نيويورك للصم
- 2001 جائزة تقدير الإنجاز مدى الحياة الخاصة، الاتحاد العالمي للصم، روما
- 2006 جائزة برنارد براغ الإنسانية، ICODA
- 2007 جائزة تقدير: مؤسس NTD ، جمعية تكساس للصم
- 2008 جائزة فريد سي شريبر للخدمات المتميزة، الرابطة الوطنية للصم (الولايات المتحدة)

## روابط خارجية
- برنارد براغ على موقع IMDb (الإنجليزية)
- برنارد براغ على موقع قاعدة بيانات برودواي على الإنترنت (الإنجليزية)
- الموقع الرسمي